# Nacer Chadli
Nacer Chadli (sinh ngày 2 tháng 8 năm 1989) là một cầu thủ bóng đá người Bỉ gốc Maroc hiện đang thi đấu ở vị trí tiền vệ cho câu lạc bộ bóng đá  İstanbul Başakşehir tại Süper Lig và Đội tuyển quốc gia Bỉ.

## Sự nghiệp quốc tế

### Ra sân quốc tế
| Bỉ   | Bỉ   | Bỉ  |
| Năm  | Trận | Bàn |
| ---- | ---- | --- |
| 2011 | 6    | 1   |
| 2012 | 5    | 1   |
| 2013 | 7    | 0   |
| 2014 | 10   | 1   |
| 2015 | 3    | 0   |
| 2016 | 2    | 0   |
| 2017 | 9    | 2   |
| 2018 | 13   | 1   |
| 2019 | 4    | 2   |
| 2020 | 2    | 0   |
| 2021 | 5    | 0   |
| Tổng | 66   | 8   |

### Bàn thắng quốc tế
| #  | Ngày                 | Địa điểm                                        | Đối thủ    | Bàn thắng | Kết quả | Giải đấu                 |
| -- | -------------------- | ----------------------------------------------- | ---------- | --------- | ------- | ------------------------ |
| 1. | 29 tháng 3 năm 2011  | Sân vận động Nhà vua Baudouin, Brussels, Bỉ     | Azerbaijan | 3–1       | 4–1     | Vòng loại Euro 2012      |
| 2. | 29 tháng 2 năm 2012  | Sân vận động Pankritio, Heraklion, Hy Lạp       | Hy Lạp     | 1–1       | 1–1     | Giao hữu                 |
| 3. | 26 tháng 5 năm 2014  | Cristal Arena, Genk, Bỉ                         | Luxembourg | 4–1       | 5–1     | Giao hữu                 |
| 4. | 10 tháng 10 năm 2014 | Sân vận động Nhà vua Baudouin, Brussels, Bỉ     | Andorra    | 3–0       | 6–0     | Vòng loại Euro 2016      |
| 5. | 9 tháng 6 năm 2017   | A. Le Coq Arena, Tallinn, Estonia               | Estonia    | 2–0       | 2–0     | Vòng loại World Cup 2018 |
| 6. | 2 tháng 7 năm 2018   | Rostov Arena, Rostov trên sông Đông, Nga        | Nhật Bản   | 3–2       | 3–2     | World Cup 2018           |
| 7. | 6 tháng 9 năm 2019   | Sân vận động San Marino, Serravalle, San Marino | San Marino | 3–0       | 4–0     | Vòng loại Euro 2020      |
| 8. | 10 tháng 10 năm 2019 | Sân vận động Nhà vua Baudouin, Brussels, Bỉ     | San Marino | 2–0       | 9–0     | Vòng loại Euro 2020      |